# Яков Павлов
Яков Федотович Павлов (4 (17) октомври 1917 г., село Крестовая, Валдайски район, Новгородска губерния – 28 септември 1981 г., Новгород, РСФСР, СССР) – герой на Сталинградската битка, командир на група бойци, защитаващи четириетажна жилищна сграда на площад „Ленин“ през есента на 1942 г. (къщата на Павлов) в центъра на Сталинград. Тази къща и нейните защитници стават символ на героичната защита на града на Волга. Герой на Съветския съюз (1945).

## Биография
Роден в село Крестовая, завършва основно училище и работи в селското стопанство. През 1938 г. е призован в Червената армия. Той посреща Великата отечествена война в бойни части в района на Ковел като част от войските на Югозападния фронт.
През 1942 г. Павлов е назначен в 42-ри гвардейски стрелкови полк на 13-а гвардейска дивизия под командването на генерал Александър Родимцев. Участва в отбранителните битки на подстъпите към Сталинград. През юли-август 1942 г. старши сержант Яков Павлов е реорганизиран в град Камишин, където е назначен за командир на картечен отряд на 7-а рота. През септември 1942 г. в битките за Сталинград извършва разузнавателни мисии.
Вечерта на 27 септември 1942 г. Павлов получава бойна задача от командира на 7-а рота лейтенант Наумов да разузнае обстановката в 4-етажна сграда с лице към площада на 9 януари. Тази сграда заема важна тактическа позиция. С трима бойци (Черноголов, Глущенко и Александров) той изхвърля германците от сградата и я превзема напълно.
След като заемат къщата, „пратеникът Черноголов дойде и донесе писмен доклад от Павлов. Командир на батальон гвард. Къщата на Жуков е превзета, чакам допълнителни инструкции. 28.9.42 Павлов“.
На 1 октомври 1942 г. групата на Павлов получава подкрепление под командването на лейтенант Иван Афанасиев, който е назначен за командир на гарнизона. Броят на защитниците на къщата се увеличава до 26 души.
Защитата на къщата продължава 58 дни.
На 19 ноември 1942 г. войските на Сталинградския фронт започват контранастъпление. На 25 ноември по време на атаката Павлов е ранен в крака, лежи в болницата, след това е стрелец и командир на разузнавателния участък в артилерийските части на 3-ти украински и 2-ри белоруски фронт, в които достига Шчечин. Награден е с два ордена на Червената звезда и много медали.
На 27 юни 1945 г. младши лейтенант Яков Павлов е удостоен със званието Герой на Съветския съюз (медал „Златна звезда“ № 6775, с орден „Ленин“).
Демобилизиран от Съветската армия през август 1946 г. След демобилизацията работи като директор на печатница в град Валдай, Новгородска област, трети секретар на окръжния комитет на КПСС, завършва Висшата партийна школа към ЦК на КПСС. Три пъти е избиран за депутат във Върховния съвет на РСФСР от Новгородска област. След войната е награден и с орден „Октомврийска революция“. Той многократно идва в Сталинград (сега Волгоград), среща се с жители на града, които са преживели войната и го възстановяват от руини. През 1980 г. Яков Павлов е удостоен със званието „Почетен гражданин на града герой Волгоград“.
Павлов е погребан в Алеята на героите на Западното гробище на Велики Новгород.